# Parc Nacional de Kissama
El Parc Natural de Kissama (Quiçama) situat a la província de Luanda al nord-oest d'Angola, aproximadament a 70 quilòmetres de Luanda. Compta amb una extensió superficial de 990.000 hectàrees, un dels més grans del món. Limita a l'oest amb el Oceà Atlàntic, amb més de 120 km de costa, el riu Cuanza al nord i el riu Longa al sud.

## Història
Va ser declarat parc nacional el 11 de desembre de 1957 amb una superfície de 9.960 km² i plantejat com a reserva de caça en 1938. En 1'2001 la Fundació Kissama va organitzar l'operació "Arca de Noé" per al transport d'animals, especialment elefants, de les veïnes Botswana i Sud-àfrica. Aquests animals, que eren de parcs superpoblats en els seus països d'origen, s'hi van adaptar bé.

## Fauna
Disposa d'una gran riquesa de la fauna: elefants, antílop sable, Pacaca (búfal d'aigua), nunces, golungo, senglars, micos, antílops equins, cérvol, manatí, talapoins i tortugues marines.
En la temporada de pluges centenars d'ocells acudeixen a la zona: flamencs, garsas, pelicans, ànecs silvestres, gavines, àguilas i corbs.

## Vegetació
La vegetació varia molt entre les zones properes al riu Cuanza i l'interior del Parc amb bosc de miombo i arbust dens, sabana arbrada i grans zones d'herbes.

## Fundació Kissama
Els objectius de la Fundació Kissama són la defensa, la conservació, el desenvolupament i l'equilibri de la flora i la fauna de Angola, la seva diversitat i projectes d'estudi i recerca, per a les escoles o universitats, la defensa de la relació de l'home amb la naturalesa i l'entorn ecològic d'Ango. Compta amb el suport de la Universitat de Pretòria.